# Cynanchum subcoriaceum
Cynanchum subcoriaceum är en oleanderväxtart som beskrevs av Rudolf Schlechter. Cynanchum subcoriaceum ingår i släktet Cynanchum och familjen oleanderväxter. Inga underarter finns listade i Catalogue of Life.